# Krzynia
Krzynia (deutsch Krien) ist ein Dorf in der Gemeinde Dębnica Kaszubska im Powiat Słupski (Kreis Stolp) der polnischen Woiwodschaft Pommern.

## Geographische Lage
Das Dorf liegt in Hinterpommern, etwa 19 Kilometer südöstlich der Stadt Słupsk (Stolp), 27 Kilometer nordwestlich der Stadt Bytów (Bütow) und 4,5 Kilometer südöstlich des Kirchdorfs Dębnica Kaszubska (Rathsdamnitz). Durch die Gemarkung der Gemeinde fließt die Słupia (Stolpe).

## Geschichte
Krzynia bestand ursprünglich aus den beiden adligen Gütern Groß Krien und Klein Krien. Groß Krien war in Form eines kleinen Gassendorfs angelegt worden, Klein Krien in Gestalt eines kleinen Sackgassendorfs. Groß Krien bestand aus zwei Anteilen. Der eine Teil war ehemals ein altes Lehen der Familie Zitzewitz gewesen und gehörte im 18. Jahrhundert Johann Ludwig von Liebermann. Der andere Teil war früher ein Lehen der Familie Puttkamer gewesen und war ebenfalls in den Besitz des Johann von Liebermann gelangt. Groß Krien wurde dann von Jakob Georg von Zitzewitz und seinem Bruder Heinrich Ernst von Zitzewitz wieder eingelöst. Jakobs Sohn Kaspar Heinrich von Zitzewitz erbte im Jahr 1752 Dumröse und Kussow und erwarb neben anderen Gütern auch Groß Krien und Klein Krien. In der Zitzewitzschen Familiengeschichte gilt er als der Begründer des zweiten erloschenen Dumröser Familienzweigs.
Um 1784 hatte Groß Krien zwei Vorwerke, die ein Gutsverwalter gepachtet hatte, sechs Vollbauern, zwei Halbbauern, eine Schmiede, einen Schulmeister und auf der Feldmark des Dorfs eine Wassermühle, ein Vorwerk mit einer Jägerwohnung mit Acker sowie einem Büdnerhaus und insgesamt 22 Haushaltungen. Um 1784 hatte Klein Krien ein Vorwerk, zwei Halbbauern, einen Kossäten, auf der Feldmark des Dorfs ein neu angelegtes Vorwerk, Charlottenhof genannt, mit einem Vollbauern und drei Halbbauern sowie einigen Büdnerfamilien und insgesamt 13 Haushaltungen.
Als Kaspar Heinrich von Zitzewitz 1803 verstarb, hinterließ er den gesamten Besitz einschließlich Groß Krien und Klein Krien seinem Sohn Heinrich, mit dem der zweite Dumröser Familienzweig ausstarb. Anlässlich der Erbteilung von 1834 gingen die Güter Groß Krien und Klein Krien auf den aus Zezenow gebürtigen Wilhelm von Zitzewitz († 1892) über, der den Bornziner Familienzweig begründete. Sein zweiter Sohn, Günther von Zitzewitz, übernahm von seinem Vater Groß Krien und Klein Krien zunächst als Pächter, und 1883 kaufte er ihm die beiden Güter dann ab. In Groß Krien ließ er sich durch die in Berlin bekannten Architekten Koblauch & Wex ein neues Herrenhaus errichten. Die entsprechenden Pläne zu dem Herrenhaus der Architekten Knoblauch & Wex liegen heute im Architekturmuseum der Technischen Universität Berlin und wurden ursprünglich auf den Familiensitz Bornzin ausgestellt. In den 1980er Jahren ging das Schloss bei einem Brand verloren. Seine beruflichen Neigungen galten in erster Linie dem Förstereiwesen. Nachdem er nach dem Ableben seines Vaters das Gut Bornzin geerbt hatte, verlegte er seinen Wohnsitz dorthin. Bei seinem Tod 1927 hinterließ er sieben minderjährige Kinder, und die Bornziner Güter wurden seither von seiner Witwe, Henriette von Zitzewitz, verwaltet. Letzte Besitzerin der Bornziner Güter war die Zitzewitzsche Erbengemeinschaft.
Im Jahr 1925 standen in Krien 54 Wohngebäude. 1939 wurden 108 Haushaltungen und 426 Einwohner gezählt. Außer dem Gut gab es in der Dorfgemeinde 27 landwirtschaftliche Betriebe. Das Dorf hatte einen Gasthof.
Bis 1945 gehörte das Dorf Krien zum Landkreis Stolp im Regierungsbezirk Köslin der Provinz Pommern. Die Gemeindefläche war 2.924 Hektar groß. Die Gemeinde Krien hatte insgesamt neun Wohnorte:
- Alte Schäferei
- Bahnhof Dübsow
- Charlottenhof
- Eichhof
- Groß Krien
- Henriettenthal
- Klein Krien
- Marienhof
- Medenick

Gegen Ende des Zweiten Weltkriegs wurde Krien am 8. März 1945 von der Roten Armee besetzt. Nach Kriegsende wurde Krien zusammen mit ganz Hinterpommern Teil Polens. Danach kamen Polen in das Dorf übernahmen die Häuser und Gehöfte. Krien wurde in Krzynia umbenannt. Die deutschen Dorfbewohner wurden vertrieben.
Später wurden in der Bundesrepublik Deutschland 189 und in der DDR 113 aus Krien stammende Dorfbewohner ermittelt.
Im Jahr 2006 hatte das Dorf 44 Einwohner.

### Schule
Vor 1945 hatte Krien eine dreistufige Volksschule mit drei Klassen. Im Jahr 1932 unterrichteten hier zwei Lehrer 83 Schulkinder. 

### Kirche
Die vor 1945 in Klein Silkow anwesende Bevölkerung war ausnahmslos evangelischer Konfession. Krien gehörte zum Kirchspiel Groß Dübsow und damit zum Kirchenkreis Stolp-Altstadt. Der Ortsteil Henriettenthal war zu Budow eingepfarrt.